# Silvio Martinello
Silvio Martinello, född den 19 januari 1963 i Padua, är en italiensk före detta tävlingscyklist som hade sina största framgångar på bana. Han blev OS-guldmedaljör i Atlanta 1996 och dubbel världsmästare (1995 och 1997) i poänglopp, samt dubbel världsmästare i madison (1995 och 1996 med Marco Villa). I madison vann han även två VM-silver, ett EM-silver och ett OS-brons, medan han i poänglopp tog två VM-brons och blev italiensk mästare sju gånger. Därtill vann han 28 sexdagarslopp (varav 16 i par med Marco Villa). På landsväg vann han två etapper i Giro d'Italia och en i Vuelta a España.

## Meriter - Landsväg
| 1983 - amatör Vinnare av Giro del Belvedere 1989 2:a i Giro della Provincia di Reggio Calabria 3:a i Trofeo Laigueglia 1990 Vinnare av etapp 3 i Vuelta a España 1991 Vinnare av Milano–Vignola Vinnare av etapp 18 i Giro d'Italia Vinnare av etapp 4 i Tirreno–Adriatico Vinnare av etapp 1 i Giro del Trentino 3:a i Giro del Veneto 7:a i Trofeo Pantalica 8:a i Giro dell'Etna | 1992 Vinnare av etapp 3 i Driedaagse van De Panne-Koksijde 1993 3:a i Giro della Provincia di Reggio Calabria 1994 3:a i E3 Prijs Vlaanderen 3:a i Grand Prix Pino Cerami 5:a i Memorial Rik Van Steenbergen 8:a i Scheldeprijs 8:a i Giro del Friuli 1996 Vinnare av etapp 1 i Giro d'Italia 4:a i Grosser Preis des Kantons Aargau 10:a i Gent–Wevelgem | 1997 Vinnare totalt av Giro di Puglia Vinnare av etapp 2 Vinnare av etapp 2 i Vuelta a Galicia Vinnare av etapp 4 i Setmana Catalana de Ciclisme 3:a i Giro dell'Etna 1998 Vinnare av etapperna 3b och 7 i Rheinland-Pfalz-Rundfahrt Vinnare av etapp 5 i Dunkerques fyradagars 2:a i Giro della Provincia di Siracusa 5:a totalt i Giro di Puglia 1999 Vinnare av etapp 2 i Tour de Suisse |

## Meriter - Bana
| \ Säsong |

| Plats \ |

| \ Säsong |

| Partner \ |

| \ Säsong |

| Plats \ |

| \ Säsong |

| Partner \ |